# Zhongcang, Tibet
Zhongcang (kinesiska: 中仓, 中仓乡) är en socken i Kina. Den ligger i den autonoma regionen Tibet, i den sydvästra delen av landet, omkring 610 kilometer nordväst om regionhuvudstaden Lhasa. Antalet invånare är 2 492. Befolkningen består av 1 242 kvinnor och 1 250 män. Barn under 15 år utgör 29,0 %, vuxna 15-64 år 64 %, och äldre över 65 år 6,0 %.
Genomsnittlig årsnederbörd är 399 millimeter. Den regnigaste månaden är augusti, med i genomsnitt 103 mm nederbörd, och den torraste är november, med 3 mm nederbörd.